# NGC 843
NGC 843 je trostruka zvijezda u zviježđu Trokutu.

## Vanjske poveznice
- SEDS: NGC 843